# Tenneco
Tenneco (anciennement Tenneco Automotive) est un équipementier automobile américain spécialisé dans la fabrication et la distribution de pots d'échappement et d'amortisseurs, pour la première monte et les pièces de rechange.

## Histoire
Le 1er septembre 2008, Tenneco a annoncé le rachat de l'activité suspension du groupe Marzocchi. Tenneco accentue dès lors sa présence sur le marché des deux roues.
En avril 2018, Tenneco acquiert Federal-Mogul pour 5,4 milliards de dollars. À la suite de cette acquisition, Tenneco annonce sa scission entre une société spécialisée dans le groupe motopropulseur et une autre spécialisée dans les amortisseurs.

## Activité
Tenneco est une société multinationale qui possède [Quand ?] plus de 80 usines de production réparties dans plus de 24 pays, sur les six continents. Elle compte environ 19 000 emplois répartis à travers le monde. Le siège central du groupe est situé à Lake Forest, dans l'État américain de l'Illinois. Le siège européen se trouve à Haren (nord-est de Bruxelles), en Belgique.
Tenneco est coté à la bourse du NYSE, dont le symbole est TEN. Tenneco est également membre de l'association européenne des équipementiers automobiles, le CLEPA.

## Marques
Les marques les plus connues à travers le monde sont :
- Monroe ;
- Walker ;
- Rancho ;
- DynoMax ;
- Clevite Elastomers ;
- Gillet ;
- Fonos ;
- Fric-Rot ;
- Kinetic ;
- Thrush ;
- DNX.